# Vila de Punhe
Vila de Punhe es una freguesia portuguesa del concelho de Viana do Castelo, en el distrito homónimo, con 5,12 km² de superficie y 2.273 habitantes (2011). Su densidad de población es de 443,9 hab/km².

## Patrimonio
En el patrimonio histórico-artístico de la freguesia destaca el castro de Roques o de Santinho, restos de un poblado fortificado de la Edad de Hierro, situado en una elevación que sirve de límite entre varias freguesias.